# Palazzo Alemanni

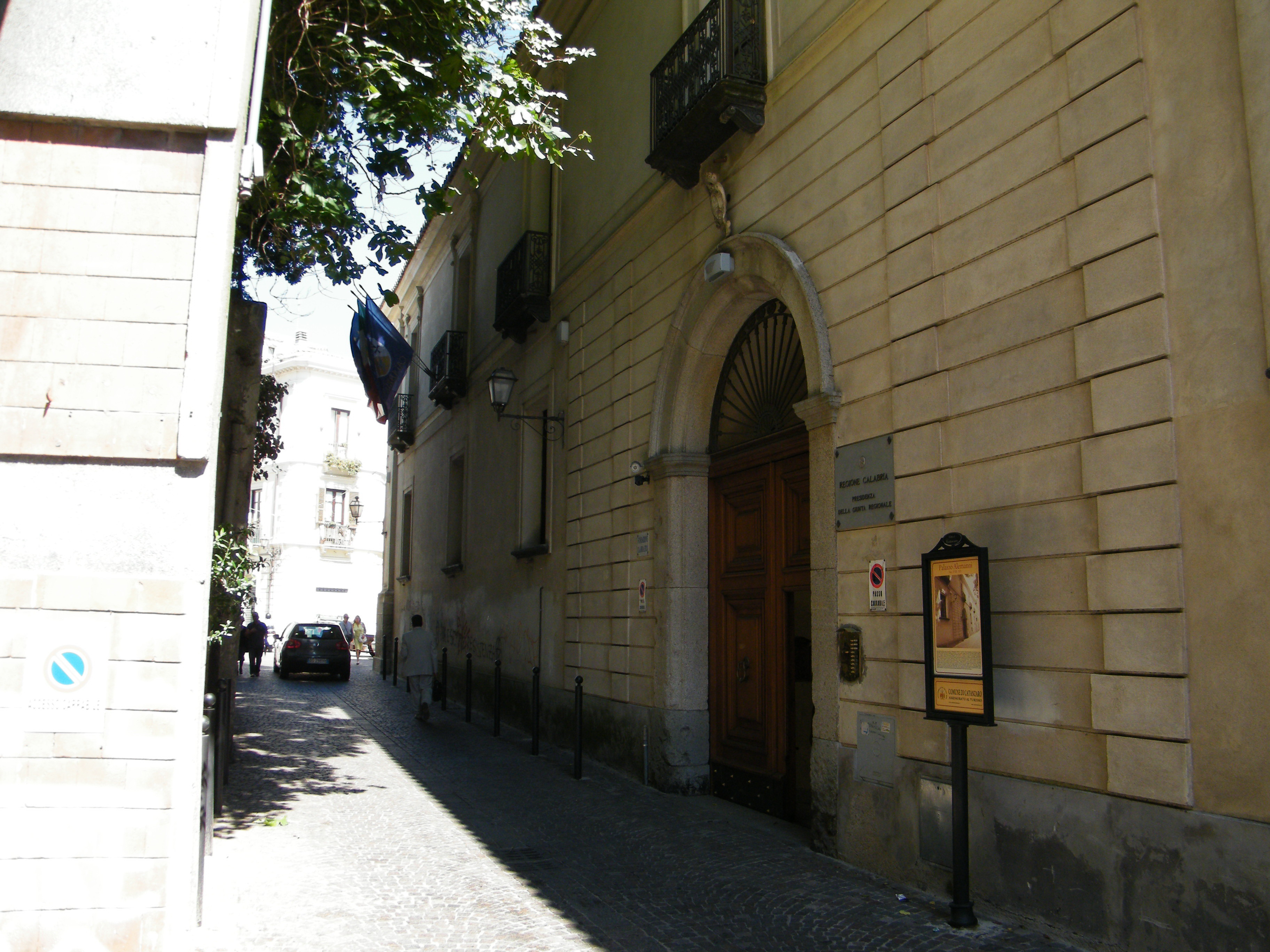
Palazzo Alemanni, ehemaliger Sitz der Regionalverwaltung

Der Palazzo Alemanni ist ein Palast aus dem 18. oder 19. Jahrhundert in Catanzaro in der italienischen Region Kalabrien. Das Gebäude liegt im Viertel Montecorvino in der Via Giuseppe Sensales, 22.

## Geschichte
Der Palast wurde vermutlich an der Schwelle des 18. zum 19. Jahrhundert erbaut. Erst 1850 kaufte die Familie Alemanni den Palast und ließ ihn wesentlich umbauen, sodass er sein heutiges Aussehen erhielt.
Im Zweiten Weltkrieg wurde der Palast bei einem Angriff auf das historische Stadtzentrum von Catanzaro am 27. August 1943 stark beschädigt.
Im Palazzo Alemanni war die Regionalverwaltung von Kalabrien untergebracht, bis sie 2015 in den neu gebauten Palazzo degli Itali im Viertel Germaneto verlegt wurde.

## Beschreibung
Der Palast wurde im klassizistischen Stil erbaut, was man besonders am großen Innenhof in der Mitte des Gebäudes sehen kann. Der Garten ist terrassenförmig angelegt.